# Ókuma Sigenobu
Ókuma Sigenobu (japánul 大隈 重信) (1838. február 16. – 1922. január 10.) volt japán politikus, 1898. június 30-a és 1898. november 8-a között Japán 8., valamint 1914. április 16-a és 1916. október 9-e között 17. miniszterelnöke.